# Triaenodes abruptus
Triaenodes abruptus är en nattsländeart som beskrevs av Oliver S. Flint Jr. 1991. Triaenodes abruptus ingår i släktet Triaenodes och familjen långhornssländor. Inga underarter finns listade i Catalogue of Life.